# Tjøme (localitate)
Tjøme este o localitate din comuna Tjøme, provincia Vestfold, Norvegia, cu o suprafață de 2,32 km² și o populație de 2.675 locuitori (2013).